# Allium kazerouni
Allium kazerouni — вид рослин з родини амарилісових (Amaryllidaceae); ендемік Ірану.

## Опис
Цибулини овальні, поодинокі. Стебло прямовисне, 25–35 см заввишки, гладке. Листків 2–4, завдовжки 20–30 см і шириною 10–13 мм, лінійні. Зонтик від кілька до багатоквіткового; квітконіжки дуже нерівні. Листочки оцвітини завдовжки 3 мм, рожеві або білі, овально-ланцетні.

## Поширення
Ендемік західного і південно-західного Ірану.